# Mariangela Camocardi
Mariangela Camocardi (Verbania, 6 giugno 1946) è una scrittrice italiana.

## Biografia
Vive da sempre ad Intra, sposata, due figli e tre nipoti, si è avvicinata alla scrittura quando, nel 1983, una grave crisi industriale colpisce la provincia di Novara e lei, come tante altre operaie, perde il posto di lavoro. Decide così di realizzare il sogno che accarezza da lungo tempo: scrivere un libro e farlo pubblicare.
Il “sogno nel cassetto” si avvera, e dal primo romanzo “Nina del tricolore”, che Arnoldo Mondadori Editore pubblica nel 1986, l'autrice ha dato alle stampe altre trenta opere.
È stata direttore della rivista Romance Magazine.
A Roma, nel settembre 2013, insieme a Elisabetta Flumeri (Presidente), Alessandra Bazardi, Gabriella Giacometti, Maria Teresa Casella, Adele Vieri Castellano, Viviana Giorgi, Paola Renelli e Angela Padrone, ha fondato EWWA, European Writing Women Association, l'associazione che riunisce scrittrici, giornaliste, sceneggiatrici e in generale donne che operano nel settore della scrittura.
Nel 2016 vince il "Premio alla carriera" nell'ambito della 2ª edizione del Premio letterario Amarganta.

## Opere
Narrativa storica
- Nina del tricolore, Arnoldo Mondadori Editore, 1986
- I pirati del lago, Arnoldo Mondadori Editore, 1992 - Versione e-book 2013
- Tempesta d‘amore, Arnoldo Mondadori Editore, 1993 - Ristampa: 2010 (Romanzi Mondadori Oro) - Versione e-book 2013
- Un'adorabile bugiarda, Arnoldo Mondadori Editore, 1994
- Appuntamento al buio, Arnoldo Mondadori Editore, 1995
- L'angelo della notte, Arnoldo Mondadori Editore, 1997
- Sogni di vetro, Arnoldo Mondadori Editore, 1998 - Ristampa: 2011 (Leggereditore) -Versione e-book 2014
- Il prezzo del peccato, Arnoldo Mondadori Editore, 1998 - Versione e-book 2020
- I fuochi di maggio, Arnoldo Mondadori Editore, 1999
- Luna di primavera, Arnoldo Mondadori Editore, 1999 - Versione e-book 2020
- Il colore dei sogni, Arnoldo Mondadori Editore, 2000
- Il sapore dell'inganno, Arnoldo Mondadori Editore, 2000
- Matrimonio per procura, Arnoldo Mondadori Editore, 2001
- Sposami ancora, Arnoldo Mondadori Editore, 2001 - Versione e-book 2015
- Ostaggi del destino, Arnoldo Mondadori Editore, 2002
- Una ragazza intraprendente, Arnoldo Mondadori Editore, 2003
- Il destino di un amore, Arnoldo Mondadori Editore, 2004
- Lo scorpione d'oro, Arnoldo Mondadori Editore, 2004 - Book trailer[3]
- Il cuore e la maschera, Arnoldo Mondadori Editore 2005
- Oltre la soglia dei sogni, Arnoldo Mondadori Editore, 2005
- La signora del lago, Arnoldo Mondadori Editore, 2006
- Dimmi di sì, Arnoldo Mondadori Editore, 2007
- Una seconda occasione, Arnoldo Mondadori Editore, 2008
- Il talismano della dea, Harlequin Mondadori, 2009 - Versione e-book 2011
- Ciribalà, Carlo Alberti Editore, 2010
- La vita che ho sognato, Mondolibri, 2011 - Book trailer[4] ISBN 9781983379789
- Chi voglio sei tu, Arnoldo Mondadori Editore, 2011 - Versione e-book 2012
- Insegnami a sognare, EMMA BOOKS. E-book 2012[5][6]
- Il mio amore sei tu, Arnoldo Mondadori Editore, 2013 - Versione e-book 2013
- Un segreto tra noi, Harlequin Mondadori, 2013 - Versione e-book 2013
- Un angelo per me, Delos Books. E-book 2013
- E poi arrivi tu..., Arnoldo Mondadori Editore, 2014 - Versione e-book 2014
- Se perdo te, Delos Books. E-book 2014
- Incantesimo a Parigi, Arnoldo Mondadori Editore, 2015 - Versione e-book 2015
- Un sogno all'improvviso, Arnoldo Mondadori Editore, 2015 - Versione e-book 2015
- Il mio primo ballo, Alberti Libraio Editore, 2016
- I pirati del lago, Ristampa 2016 (Amazon Publishing)
- La bottega dei sogni, Dreams, 2018 - Versione e-book 2017
- La vita che sognavo, Dreams, 2018 - Versione e-book 2018
- Una vertigine chiamata amore, Arnoldo Mondadori Editore, 2019 - Versione e-book 2019
- Chiamami con il mio nome, Dri Editore, 2019
- I domani che verranno, Self publishing - Amazon, 2020
- Il colore dei sogni, Dri Editore, 2021 - Versione e-book 2021
- La donna del destino, Self publishing - Amazon, 2022
- WINGEN: Il fuoco dentro, Self publishing - Amazon, 2022
- Una moglie in eredità, Dri Editore, 2023
- Il volo del cigno, Mondadori (Collana I Romanzi), 2024

Saggi
- Le Regine della Belle Époque, Delos Digital, 2024
- Regency I love you, Delos Digital, 2025

Antologie
- Amori sull'ali dorate, Arnoldo Mondadori Editore, 2011
- Il falco e la rosa, Arnoldo Mondadori Editore, 2012
- Nessuna più, Elliot Edizioni, 2013